# Hongdae
Hongdae (en hangul, 홍대; en hanja, 弘大) es uno de los barrios del distrito de  Mapo-gu en el extremo occidental de Seúl, Corea del Sur.
En él se encuentra la Universidad de Hongik, que da nombre al barrio, conocido por su arte urbano y su cultura de música indie, y en el que hay muchos clubs y áreas de entretenimiento.

## Nombre
Hongdae (en hangul, 홍대) es una abreviación de  Hongik Daehakgyo,  Universidad de Hongik (en hangul, 홍익대학교). El término «hongdae» se suele utilizar precisamente para referirse a la universidad, una de las mejores universidades de bellas artes más conocidas del país.

## Características
Bajo la influencia de la Universidad Hongik, que es conocida por su prestigiosa escuela de arte, el barrio se construyó sobre una base de almas artísticas desde la década de 1990. En los primeros días, gracias a los alquileres baratos de entonces, los músicos económicos y los artistas callejeros comenzaron a mudarse a los talleres de la zona de Hongdae. En el verdadero sentido de la palabra, la escena indie coreana comenzó con las dos bandas, Sister's Barbershop y Crying Nut en el barrio a mediados de la década de 1990. Antes de eso, muchas bandas de covers tocaban cerca de Shinchon e Idae. Más tarde, otras bandas como Jaurim, Peppertones e Idiotape comenzaron a tocar en lugares en Hongdae, y el área comienza a tener una reputación como la meca de las artes urbanas y la cultura de los clubes clandestinos. Ahora, el área ofrece festivales y actuaciones de arte urbano, así como conciertos musicales de artistas independientes y artistas mainstream.
Muchos vienen a Hongdae por sus características estéticamente únicas. Hay muchos murales de grafiti pintados por todas las calles de Hongdae. Una de las zonas más conocidas por estos murales es Hongdae Mural Street —también conocida como «Calle de Picasso»—.
Como otras áreas metropolitanas multiculturales, esta calle está experimentando una gentrificación. Sin embargo, a pesar de la reciente adición de tiendas de marcas de lujo que impulsa a los artistas a moverse hacia el área sur cerca de la estación Hapjeong, la calle aún goza de la reputación de ser el lugar principal de la ciudad para los músicos independientes. Muchos lugares y festivales de música en vivo atraen a los juerguistas de una amplia gama de extranjeros.

## Eventos

### Zandari Festa

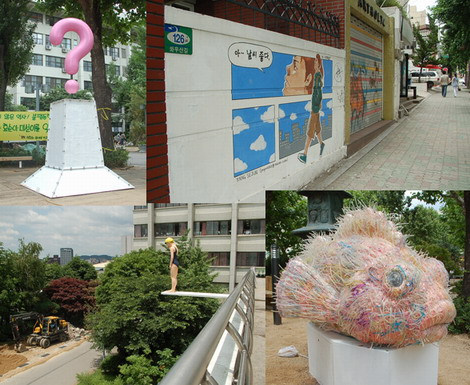
Exhibición de arte en una calle.

Zandari Festa es el nombre de "Zandari", el antiguo nombre de la calle área de Hongdae. Zandari implica pequeño puente, y la ambición de festivales también debe ser un puente entre los artistas y el público alrededor de la escena indie local. Cada otoño, se lleva a cabo durante 3 días en los clubes en vivo pre-programados. El festival promueve bandas invitarse a sí mismos, también se alienta a los artistas a participar en la planificación y la promoción de los espectáculos.

### Live Club Day
Desde marzo de 2001, "Club Day" comenzó como un evento que permite la entrada a más de una docena de clubes para el precio de uno. Después de 2007, "Sound Day" también lanzó junto con las salas de conciertos de música indie. Durante 2008 y principios de 2009 fueron suspendidos a altos niveles de violencia y disturbios por el Ejército de los Estados Unidos y las personas menores de edad. Reabierto nuevamente pero vino a cerrar pronto en enero de 2011 (como el 117th Club Day), principalmente debido a la disputa sobre la distribución de beneficios entre clubes en vivo y danza popular y otro presupuesto más.
Después de una pausa de cuatro años, en enero de 2015, seis clubes vivo establecieron la "Live Club Cooperative" y con otros clubes, retomaron el "Live Club Day" el 27 de febrero. El "Live Club Day" se celebra el último viernes de cada mes. El sistema de boletos es el mismo que antes, uno puede acceder a múltiples clubes para una variedad de géneros, incluyendo rock, jazz, hip-hop y electrónica con un boleto.

### Exhibiciones de arte en la calle

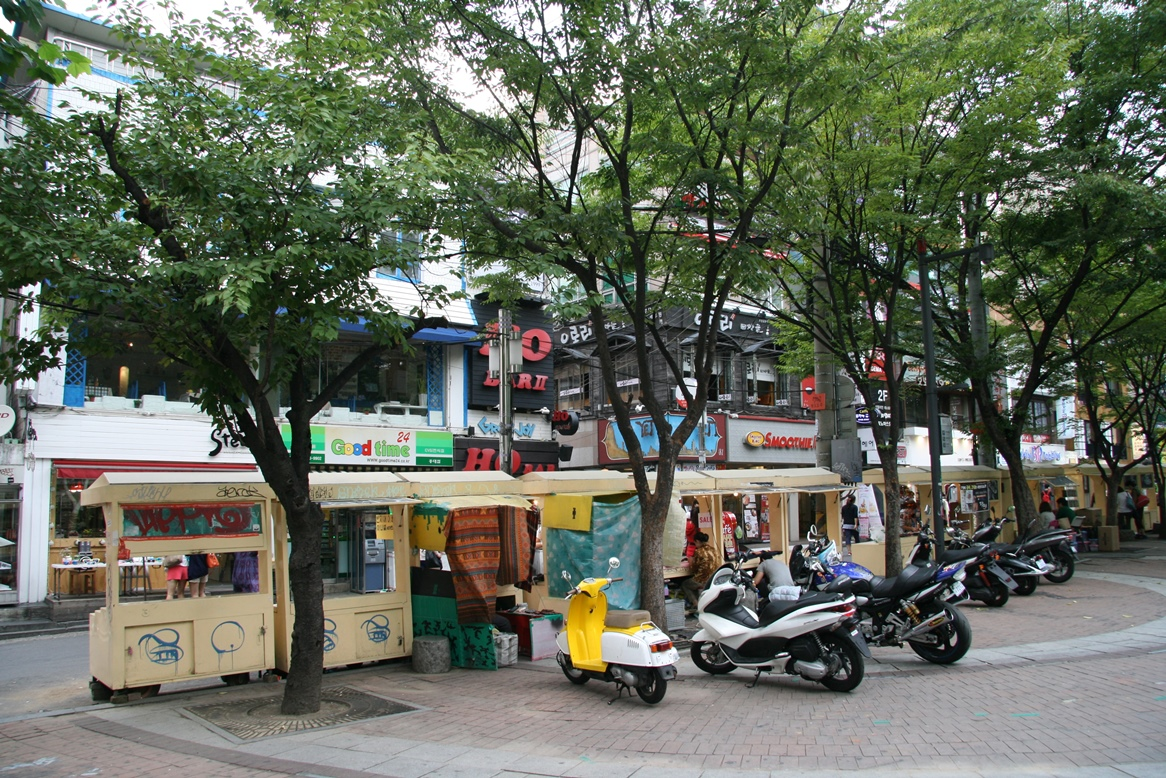
Comerciantes de la calle Hongdae patio en Wausan-ro 21-gil

Durante la década de 1990, los estudiantes de la Universidad de Bellas Artes en la Universidad de Hongik comenzaron a decorar las calles, muros y carreteras alrededor de la Universidad. Sus esfuerzos pronto se unieron muchos artistas de todo el país y el primer "Street Art Festival" se llevó a cabo en 1993. Cada año, los estudiantes de la Universidad Hongik y los vecind artistas se unen para producir diversidad de artes visuales en las calles de Hongdae como un mural de grafiti, arte de instalación y prestaciones.

### Free Market
"Hongdaeap Artmarket Freemarket" se lleva a cabo en "Hongdae Playground", que está delante de la puerta principal de la Universidad Hongik. Se lleva a cabo los fines de semana, de marzo a noviembre a las 13:00 a 18:00, el anfitrión de la organización sin fines de lucro es "Living and Art Creative Center (일상예술창작센터)" desde 2002. Los mercados se llaman "Free Market" los sábados y "Hope Market" los domingos. Son mercados de arte incipiente de cosas hechas por los estudiantes y artistas callejeros.
Otros mercados de la cultura han sido influenciados por este patio original Freemarket y abren al azar alrededor del área de Hongdae.

## En la cultura popular
El área de Hongdae es ampliamente utilizado para el rodaje de televisión doméstica dramas y películas, que incluyen:
- 2007, MBC The 1st Shop of Coffee Prince'[13][14]
- 2010, KBS Mary Stayed Out All Night
- 2011, tvN Flower Boy Ramyun Shop.[15]
- 2012, SBS A Gentleman's Dignity.

En julio de 2015, un cantante de pop belga Federik Sioen hizo una canción basada en esta región coreana.

## Galería

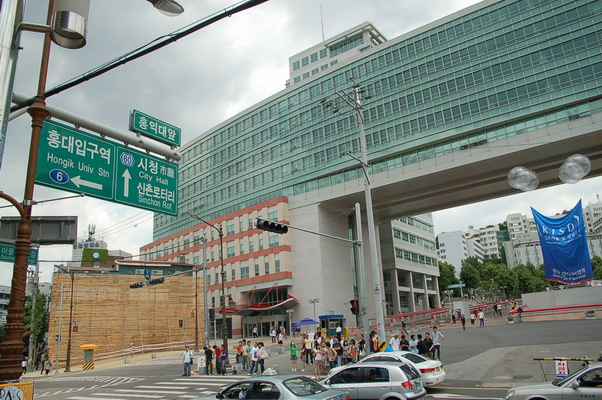
Puerta principal de la Universidad de Hongik
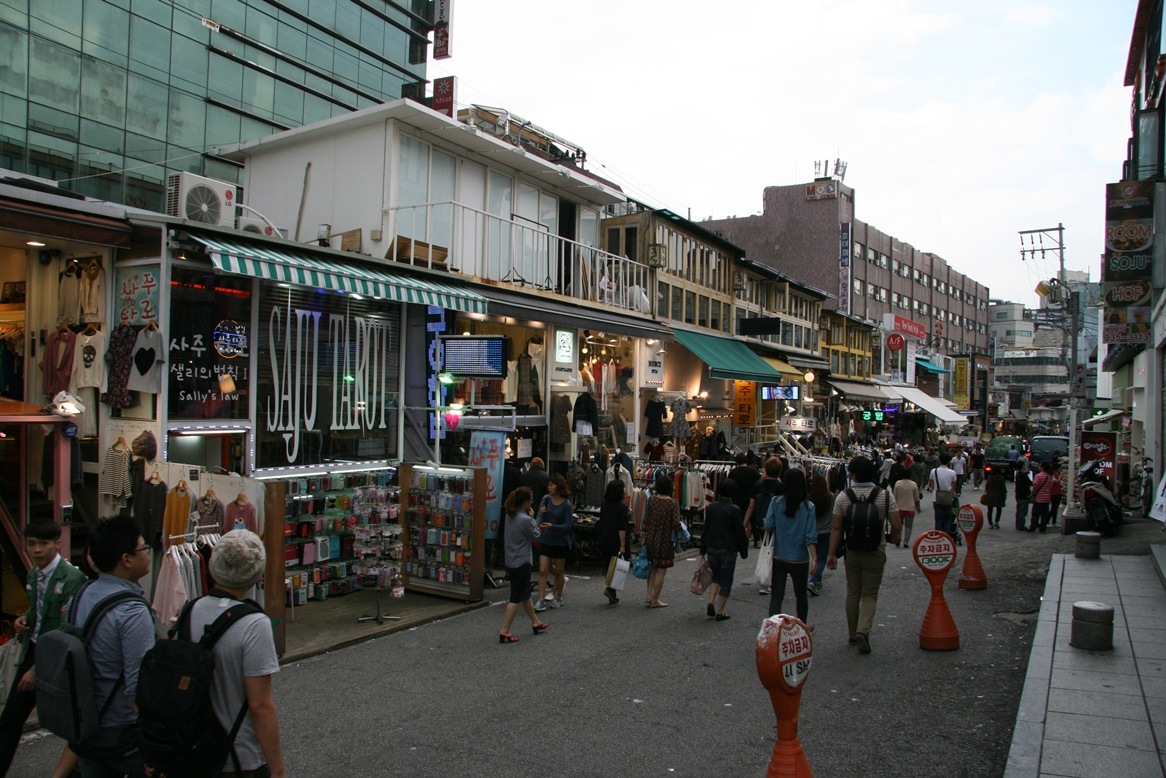
Puestos de ropa independientes en Eoulmadang-ro
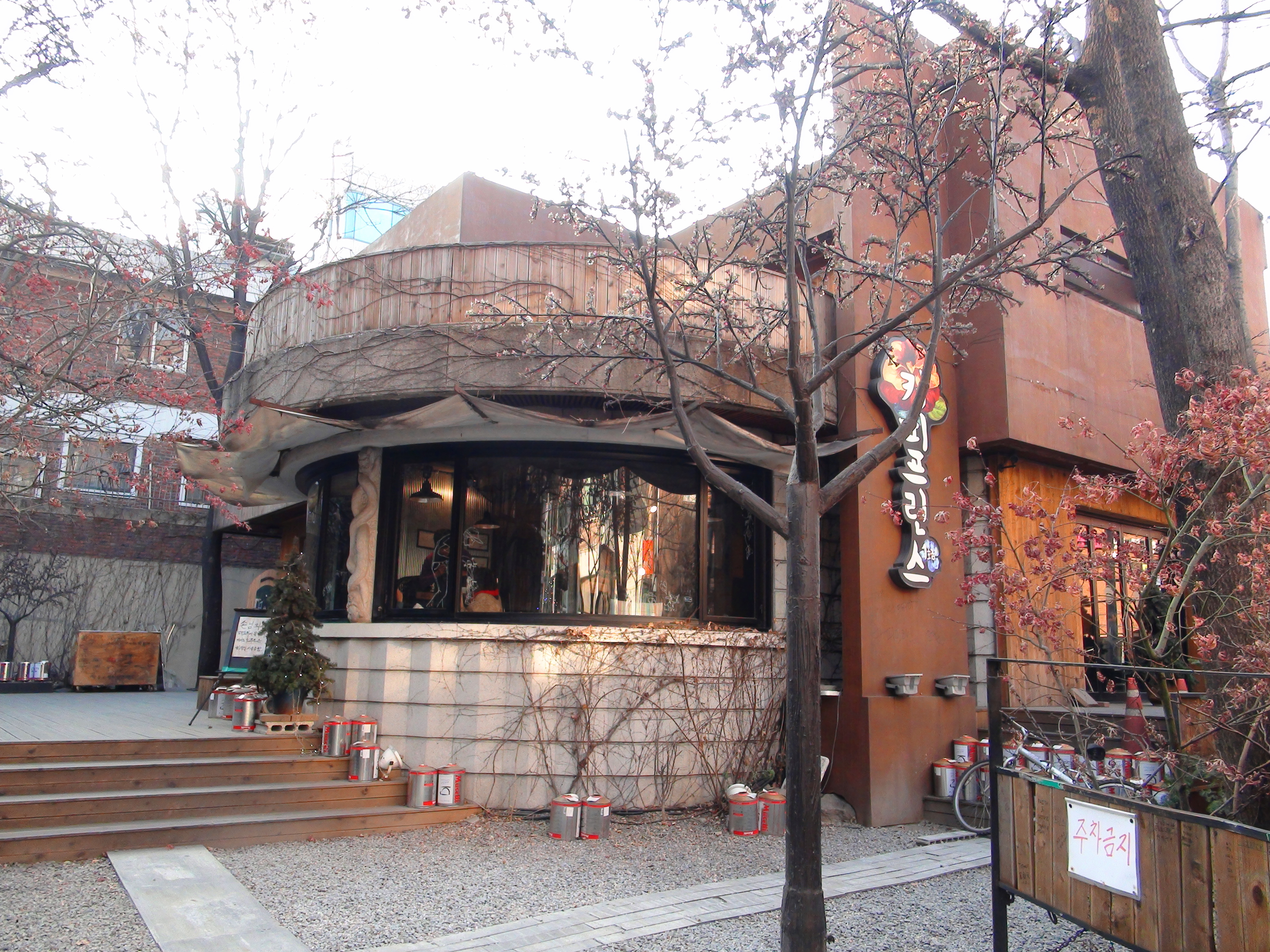
El exterior de la 1ª tienda de Coffe Prince
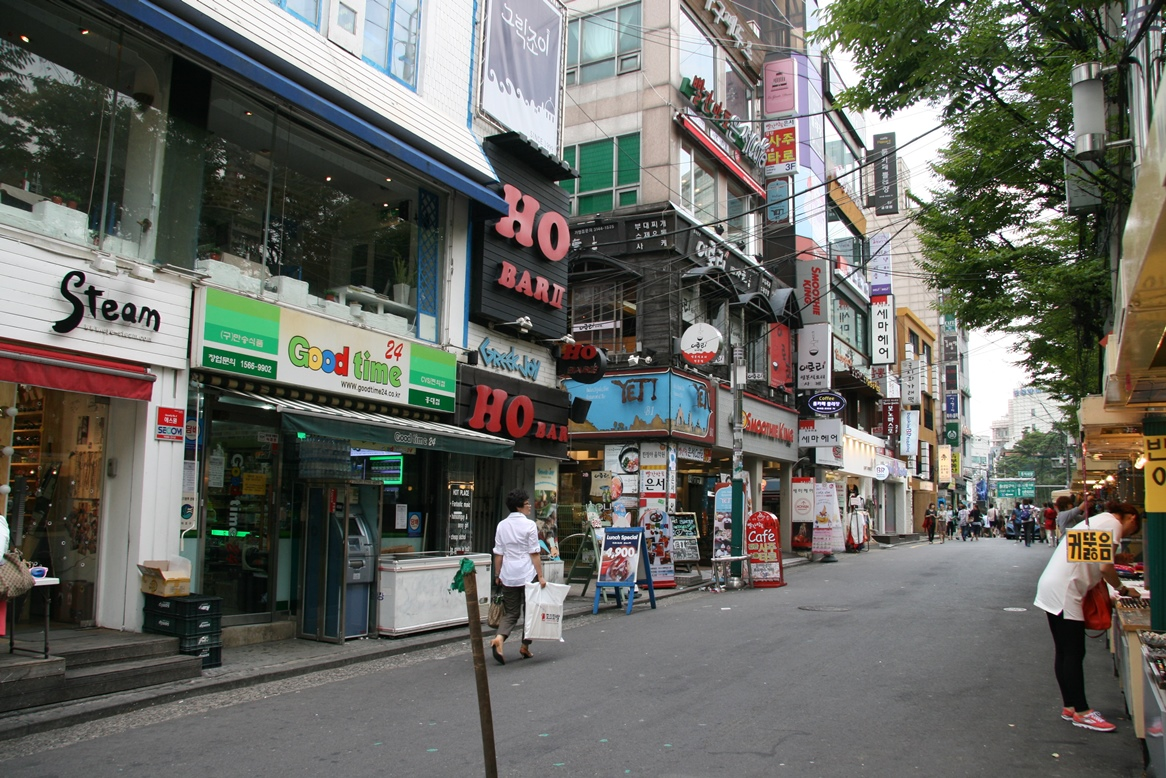
Tiendas en Wausan-ro 21-gil enfrente del parque infantil de Hongdae
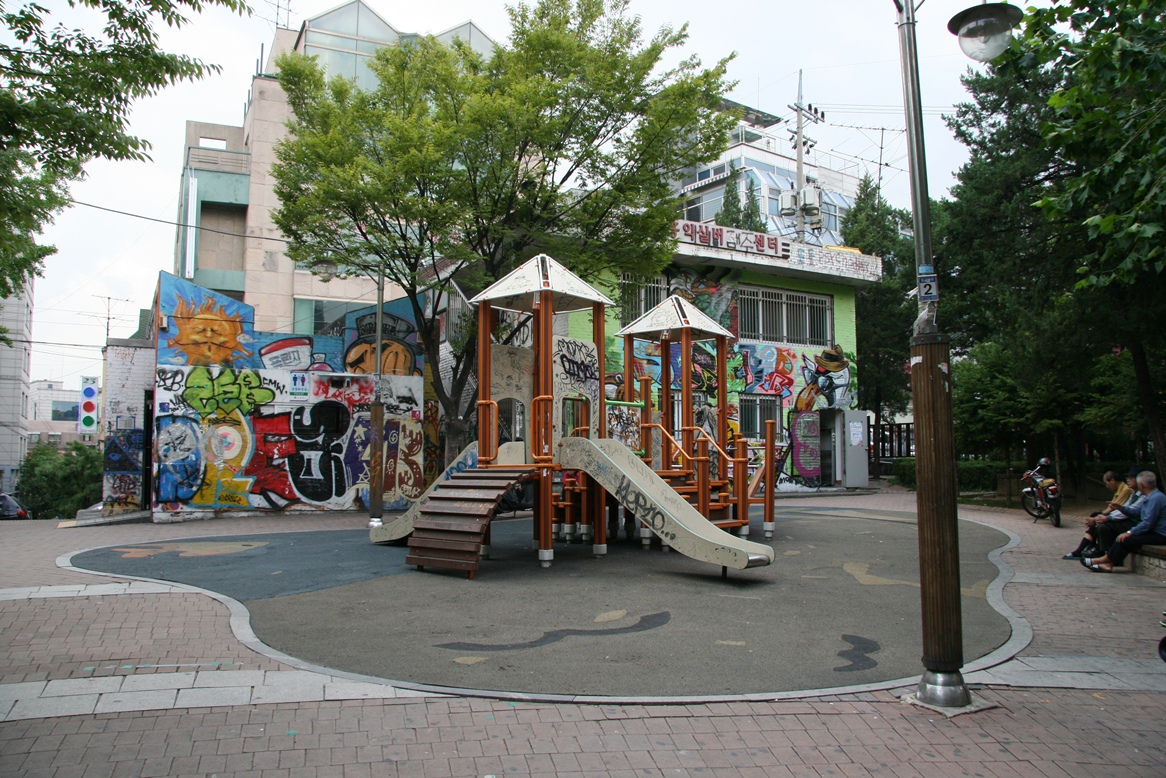
Patio de Hongdae en 2012